# فراشة الصفراء
تتكاثر في منطقة الساحلية بليبيا بشكل عام وشرقها بشكل خاص، وهي تعيش في الحقول والمروج البرية وحتى في الحدائق العامة والخاصة (جنان = حدائق المنازل).
تسمى في ليبيا بفراشة الصفراء لأن لون الأصفر هو الغالب على لون اجنحتها الاربعة مع وجود بقع سوداء، زرقاء، حمراء وبعض خطوط الدقيقة السوداء، وتسمى بشكل رسمي (الفراشة الخطافية) وسبب هذه التسمية هو وجود اصبع طويل معكوف يشبه المخطاف في نهاية جناحيها الصغيرين في الخلف.

## طعامه
تتغذاء على رحيق الازهار بشكل عام عندما تصبح فراشة، لدية لسان طويل جدا يلتف على شكل حلقات تحت الفم، وفي ارجلها الستة يوجد جهاز تذوق تعرف بة طعم الرحيق قبل أن تمتصه.
ولكن قبل ذلك تتغذاء على اوراق النبات مثل نبات (السفناري = الجزر) والمعدنوس والفيجلاة وغيرها.

## حياتها
تمر الفراشة الصفراء بخمس مراحل من عمرها وهي :
1. اولا – تكون بيضة كروية الشكل ذهبية اللون على غصن النبات.
2. ثانيا – تفقس البيضة لتصبح يرقة وتتغذاء على اوراق النبات.
3. ثالثا – تتحول اليرقة إلى دودة ملونة شرها أكثر من قبل.
4. رابعا – تتحول الدودة إلى خادرة معلقة من ذيلها وبخيطين حرير من جانبيها على غصن النبتة.
5. خامسا – تنشق الخادرة من الظهر لتخرج الفراشة وتستريح حتى تأخذ شكلها الكامل ثم تطير بعيدا